# آرثر جورج براديل
آرثر جورج براديل (بالإنجليزية: Arthur George Pradel)‏‏ (5 سبتمبر 1937 - 4 سبتمبر 2018) هو سياسي وضابط شرطة أمريكي، انتُخِبَ رئيسًا لبلدية نابرفيل، إلينوي في العام 1995، وأُعيد انتخابه في الأعوام 1999 و2003 و2007 و2011، مما جعلهُ أَطول عمدة في نابرفيل. في عام 2015، لم يترشح آرثر لإعادة انتخابه، ولكنهُ رَفضَ تأييد أي مُرشَح، حيثُ فاز في الانتخابات ستيف تشيريكو وهو عضو سابق في مجلس المدينة، وأدى اليمين في 3 مايو 2015.